# Dahlgrenius alternus
Dahlgrenius alternus är en skalbaggsart som beskrevs av Yves Gomy och Vienna 1997. Dahlgrenius alternus ingår i släktet Dahlgrenius och familjen stumpbaggar. Inga underarter finns listade i Catalogue of Life.